# 83 y 85 de la Calle Sullivan
La Casas del 83 y 85 de la Calle Sullivan  es una casa histórica ubicada en Nueva York, Nueva York. La Casas del 83 y 85 de la Calle Sullivan se encuentra inscrita como un Hito Histórico Neoyorquino en la Comisión para la Preservación de Monumentos Históricos de Nueva York al igual que en el Registro Nacional de Lugares Históricos desde el 17 de noviembre de 1980.  

## Ubicación
La Casas del 83 y 85 de la Calle Sullivan se encuentra dentro del condado de Nueva York.